# Incendio forestal en La Araucanía de 2012
El incendio forestal en La Araucanía de 2012 fue un desastre natural que se desarrolló en la región de la Araucanía, principalmente en las comunas de Carahue y Lumaco, durante enero de 2012.

## Desarrollo
El fuego se originó en el fundo Casa Piedra, en Carahue, simultáneo a otros incendios en la zona sur de Chile, en Torres del Paine y la región del Biobío. El 3 de enero, fallecieron siete brigadistas de una empresa contratista de Forestal Mininco, que prestaban ayuda para combatir las llamas. La escarpada topografía del terreno favoreció el ascenso de corrientes convectivas de aire caliente, acelerando la propagación del fuego. Ello, junto a los fuertes vientos durante el desarrollo del incendio, de 60 km/h, produjo tormentas ígneas.

## Investigación y reacciones
El 30 de diciembre de 2011 fue incendiado un helicóptero de propiedad forestal que era utilizado para controlar los primeros focos de fuego antes de que se declarara el incendio, atentado cuya autoría fue reivindicada por la Coordinadora Arauco-Malleco (CAM), junto a la quema de maquinaria forestal y un camión, por lo que el ministro secretario general de Gobierno Andrés Chadwick sostuvo que el incendio habría sido intencional. subsecuentemente, el Gobierno anunció una querella criminal y la aplicación de la Ley Antiterrorista para quienes resulten responsables del siniestro, mientras que el ministro del Interior Rodrigo Hinzpeter, viajó a la zona a reunirse con las autoridades locales y comprobar en terreno los daños ocasionados. Por otra parte, el ministro de Desarrollo Social Joaquín Lavín, visitó las comunidades indígenas de la región y a las familias de los brigadistas fallecidos.
La empresa Forestal Mininco, cuyas plantaciones fueron afectadas por el incendio, declaró el 6 de enero que "Hay antecedentes suficientes para entender que se trata de un acto intencional" diciendo que el alto número de focos que se abrían avistado el miércoles 4 de enero demostraban que hubo intencionalidad.
El senador Alejandro Navarro (MAS) denunció lo que él llamó una acusación contra "los mapuches" por parte del gobierno y diciendo que "el gobierno ha criminalizado a los mapuches antes de iniciar cualquier investigación". Además agregó que la ley antiterrorista era usada de manera racista. Parlamentarios del Partido Socialista (PS) y del Partido por la Democracia (PPD) también criticaron la invocación de legislación antiterrorista. Por su parte la Federación Mapuche de Estudiantes repudió la aplicación de la Ley Antiterrorista en relación con el incendio y acusó de un "aprovechamiento político" de la situación por parte de "sectores ligados a la empresa Forestal Mininco".
Tras casi tres años después del incendio, el Ministerio Público cerró el caso, determinándose, producto de las pericias químicas efectuadas en el lugar, que el incendio fue intencional, pero no fue posible establecer la identidad de los eventuales autores.